# Premiul Carol Burnett
Premiul Carol Burnett pentru întreaga carieră este un premiu anual acordat de Hollywood Foreign Press Association în cadrul ceremoniei Premiilor Globul de Aur, Hollywood, California. Premiul se acordă pentru contribuții la programe de televiziune și este echivalentul premiului Cecil B. DeMille care se acordă pentru contribuții la cinematografie. A fost numit în onoarea lui Carol Burnett care a și fost prima deținătoare a premiului.
| - 2019: Carol Burnett - 2020: Ellen DeGeneres - 2021: Norman Lear - 2022: nu s-a acordat - 2023: Ryan Murphy - 2024: nu s-a acordat - 2025: Ted Danson |

## Legături externe
- * Site oficial